# Janerstjärnen
Janerstjärnen är en sjö i Lycksele kommun i Lappland och ingår i Umeälvens huvudavrinningsområde. Sjön har en area på 0,0685 kvadratkilometer och ligger 323,5 meter över havet.

## Delavrinningsområde
Janerstjärnen ingår i det delavrinningsområde (719230-163494) som SMHI kallar för Mynnar i Falträsket. Medelhöjden är 329 meter över havet och ytan är 2,82 kvadratkilometer. Det finns inga avrinningsområden uppströms utan avrinningsområdet är högsta punkten. Vattendraget som avvattnar avrinningsområdet har biflödesordning 4, vilket innebär att vattnet flödar genom totalt 4 vattendrag innan det når havet efter 209 kilometer. Avrinningsområdet består mestadels av skog (95 procent). Avrinningsområdet har 0,07 kvadratkilometer vattenytor vilket ger det en sjöprocent på 2,4 procent.